# 1990 BV
1990 BV är en asteroid i huvudbältet som upptäcktes den 21 januari 1990 av de båda japanska astronomerna Tsutomu Hioki och Shuji Hayakawa vid Okutama-observatoriet.
Asteroiden har en diameter på ungefär 10 kilometer.